# Avelino Cachafeiro
Avelino Cachafeiro Bugallo (Soutelo de Montes, Forcarey, 26 de mayo de 1899 - 13 de abril de 1972), también conocido por el sobrenombre de O Gaiteiro de Soutelo ]: “O gaiteiro de Soutelo»), fue un gaitero español.

## Trayectoria
De familia de gaiteros, aprendió de su abuelo Juan Cachafeiro Viéitez y ya desde pequeño tocaba en los bosques mientras cuidaba del ganado. Formó un grupo de gaiteros, conocidos como Os Gaiteiros de Soutelo, compuesto por sus hermanos Victor Castor (gaita) y Bautista (voz y caja), su padre Fermín Cachafeiro Balado (bombo) al que a veces se unía su tía Andresa Cachafeiro Viéitez para tocar el pandero. 
Tuvo un hijo que falleció de corta edad. Cuando murió su esposa dijo que no volvería a tocar la gaita nunca más. Los que le escucharon decían que "hacía llorar la gaita". A pesar de sus pérdidas familiares era un hombre amable y con mucho sentido del humor 
En 1922 entró en el coro de la Sociedad Artística de Pontevedra. Con tan solo 25 años fue proclamado como el mejor gaitero de Galicia en un concurso celebrado en Santiago de Compostela en 1924 (la parte literaria la ganó Eladio Rodríguez González). A finales de los años 20 grabaron para la compañía Regal la "Foliada de Barro de Arén" (solo de gaita y canto), "La Alfonsina" (muiñeira, dúo de gaitas), "Eicho de dar queridiña" (foliada, dúo de gaitas), "Á volta da festa" (pasacalles, dúo de gaitas), "Estroupeles-troupele" (muiñeira, dúo de gaitas), "Rianxeira" (foliada, dúo de gaitas), "Fandango de Pontevedra" (dúo de gaitas), "Muiñeira de Chantada" (solo de gaita, A. Cachafeiro), "Foliada de Luxán" (dúo de gaitas), "Farruquiña, chaman á porta" (muiñeira, dúo de gaitas), "Foliada de Tenorio" (solo de gaita y canto), "Alborada de Rosalía de Castro".

### Giras y retirada
Junto a sus hermanos Cástor y Bautista, Os Gaiteiros de Soutelo, recorrieron toda Galicia, así como Buenos Aires, Montevideo, Brasil o Barcelona. En 1928 falleció Fermín y en 1933 Bautista. La guerra civil española los sorprendió tocando en Barcelona, territorio republicano, mientras Galicia quedaba en el nacional. La Cultural Obrera los trasladó hasta Madrid para dar ánimos a las tropas que allí luchaban, y cuando se dirigían a Berlín para tocar en los Juegos Olímpicos, decidieron retornar a Galicia por Lisboa. Tras su llegada, el grupo acabaría disolviéndose. Nunca más volvería a tocar en público dedicándose a escribir poesía y/o a regentar diversos negocios.